# Freguesia de Santana

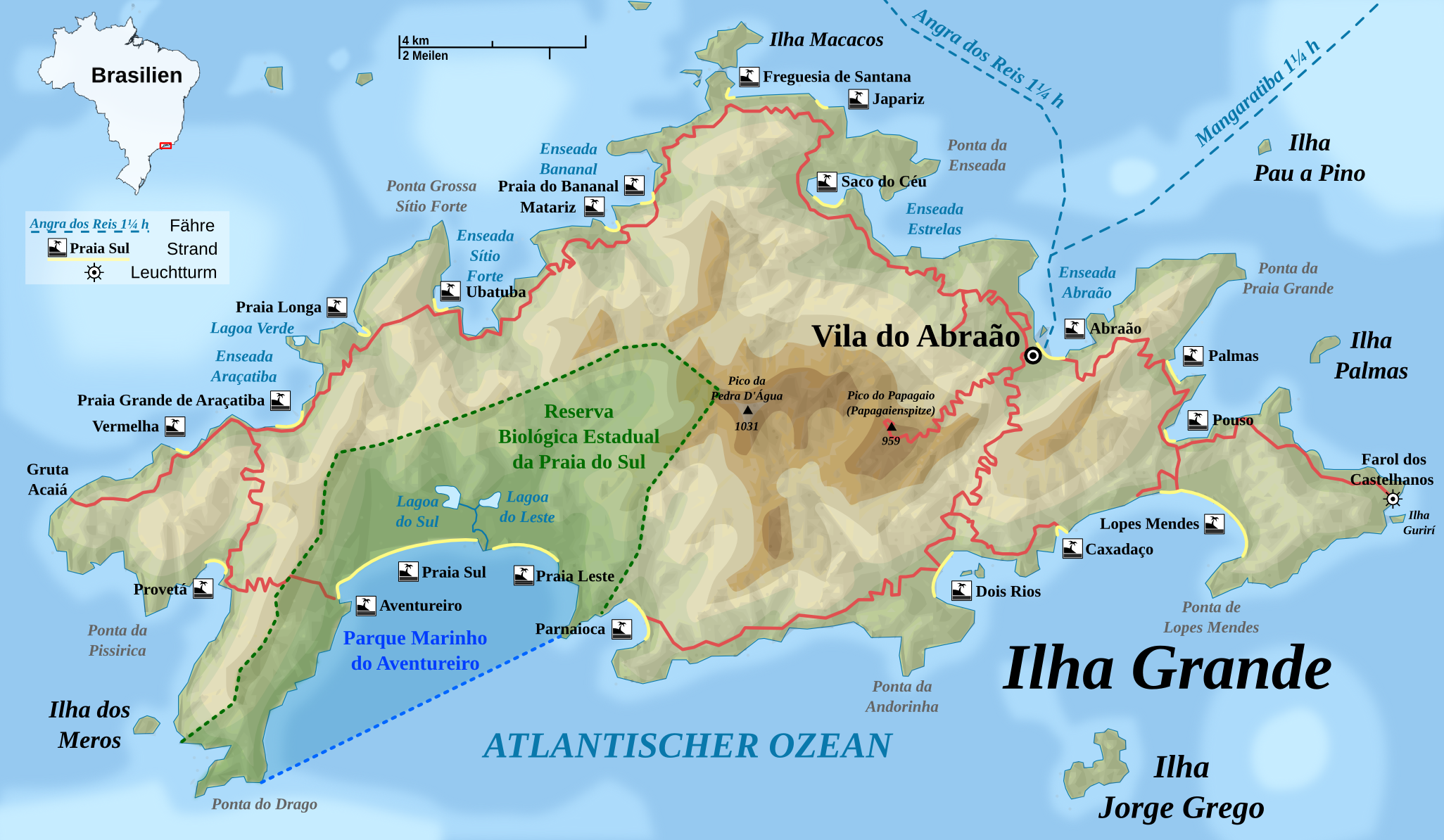

Freguesia de Santana ist eine ehemalige Ortschaft an der Nordspitze der brasilianischen Insel Ilha Grande im Bundesstaat Rio de Janeiro. Im 17. Jahrhundert war Freguesia de Santana ein wichtiges Zentrum der landwirtschaftlichen Produktion an der Küste Südostbrasiliens. Auf den Plantagen rund um die Gemeinde wurden Kaffee, Zuckerrohr, Gemüse und Getreide angebaut. Die harte Feldarbeit wurde vor allem von Sklaven aus Afrika verrichtet. Anfang des 18. Jahrhunderts war der Hafen von Freguesia de Santana der wichtigste im Süden von Rio de Janeiro, was dazu führte, dass die ganze Ilha Grande 1803 als Freguesia de Santana da Ilha Grande de Fora ihre erste rechtliche Identität bekam. Heute ist der Ort verlassen. Die Kirche Igreja de Santana ist heute das einzige intakte Gebäude, die alten Herrenhäuser sind dagegen zu Ruinen verfallen. Sie ist neben Stränden und der Lagoa Azul heute die wichtigste touristische Attraktion Freguesia de Santanas.